# Johan van Oldenbarneveltlaan 74/Frederik Hendriklaan 2
Het bouwblok aan de Johan van Oldenbarneveltlaan 74/Frederik Hendriklaan 2 (respectievelijk ook wel Duin en Berg en Zandheuvel genoemd) bestaat uit twee symmetrische herenhuizen uit 1903 in Den Haag, gebouwd door architect H. van Noort in overgangsarchitectuur. Het gebouw is erkend als rijksmonument.
De voorgevel is twee assen breed. De voor- en zijgevel zijn gepleisterd, met bakstenen strekken en ontlastingsboogjes, en sierranden langs de vensters. De middenas heeft voor de openslaande deuren op de begane grond een bakstenen rondboog balustrade en voor de vensters van de eerste verdieping een balkon met houten hekwerk. Op de tweede verdieping bevindt zich een balkon met stenen troggewelfjes en een ijzeren jugendstilhekwerk. De overstekende kap is geïnspireerd op de chaletarchitectuur. De ingang van het pand is in de zijgevel gesitueerd.